# Addició oxidant
L'addició oxidant i l'eliminació reductora són dues reaccions químiques molt importants de la química organometàl·lica, on una és la inversa de l'altra.
MLX + A-B ⇔ MLYAB
En l'addició oxidant un complex metàl·lic s'insereix en un enllaç covalent (A-B). A causa d'aquest procés, l'estat d'oxidació del metall augmenta en 1 o 2 depenent de si es produeix una addició a un o dos centres. En el contatge total d'electrons, poden passar diverses coses, ja que a causa de l'addició hi ha vegades que lligands del complex marxen i hi ha vegades que resten inalterats, augmentant així el nombre total d'e-.
Perquè es doni una addició oxidant el complex ha de complir dues condicions:
- El metall ha de tenir un estat d'oxidació baix.
- Ha de tenir una vacant de coordinació.

## Tipus d'addicions oxidants
Trobem dos tipus d'addicions oxidants, que depenen del nombre de centres metàl·lics implicats en la reacció:

### Addicions oxidants a un centre
L'estat d'oxidació del metall augmenta en 2.
Alguns dels casos on es produeix és quan passem:
- D'un complex pla-quadrat amb configuració electrònica d8 a un octaèdric d⁶.

Complexos de Rh(I, Ir(I), Pt(II)
- D'un complex amb geometria de bipiràmide trigonal d8 a un octaèdric d⁶, amb la pèrdua d'un dels lligands inicials.

Complexos de Co(I), Rh(I), Ir(I), Fe(0), Ru(0), Os(0)
- D'un complex tetraèdric d¹⁰ a un de pla-quadrat d8, amb la pèrdua de dos dels lligands inicials.

Complexos de Ni(0), Pd(0), Pt(0), Au(I)

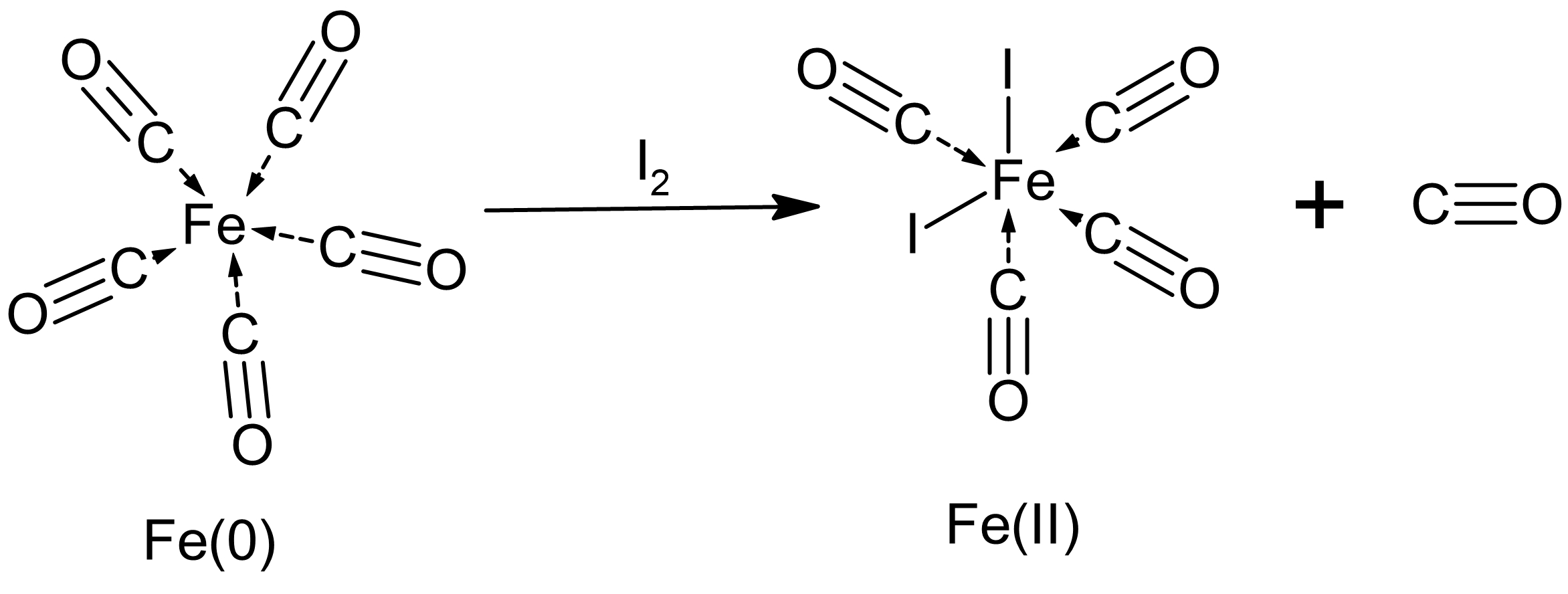
Addició oxidant a un centre

### Addicions oxidants a dos centres
L'estat d'oxidació del metall augmenta en 1.
Es produeix quan passem:
- De dos complexos bipiràmide de base quadrada d7 a dos complexos octaèdrics d⁶.
- D'un complex octaèdric dinuclear d7 a dos complexos octaèdrics mononuclears d⁶.
- D'un complex pla-quadrat dinuclear d8 a un complex octaèdric dinuclear d7.

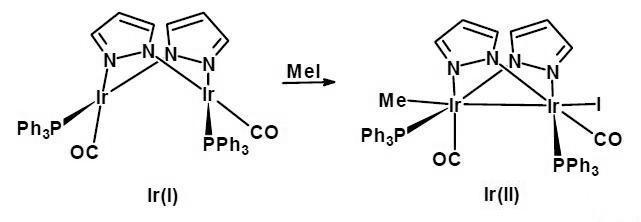
Addició oxidant a dos centre

## Mecanismes
L'addició oxidant es pot donar per 3 mecanismes diferents:

### Reacció a tres centres
Són addicions de molècules o enllaços poc polars (H₂, O₂, Si-H o alguns C-H). L'intermedi és una espècie η² formada per donació al metall dels electrons d'un enllaç senzill o múltiple del reactiu que s'addiciona.

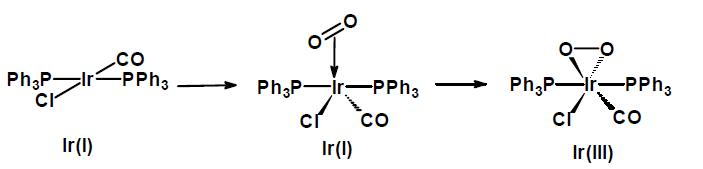
Reacció a tres centres

### Reacció SN2
Addicions d'halurs d'alquil, acil o al·lil en les que el metall actua com a nucleòfil.
- Quan més nucleòfil sigui el metall (més ric en electrons), més gran serà la seva reactivitat en la SN2.
- Quan menys impedit sigui estèricament l'halur i millor sigui el grup sortint, major serà la seva reactivitat en la SN2.

En aquest tipus de mecanisme, si l'atac es produeix sobre un carboni quiral, llavors es produeix una inversió de configuració (inversió de Walden).

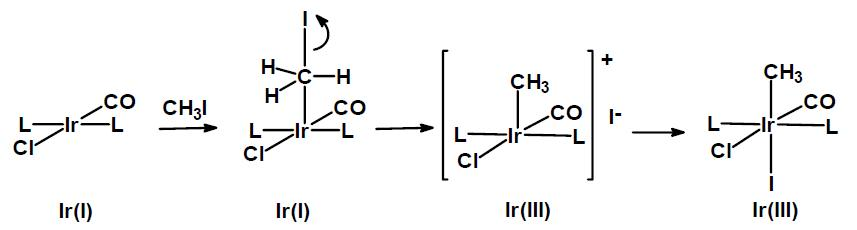
Reacció S_{N}2

### Reacció iònica
Els HX, RCOOH i altres àcids s'addicionen mitjançant un mecanisme iònic.
Els complexos rics en electrons són protonats pels àcids, i a continuació, si l'anió és prou nucleòfil, també coordina amb el metall, sinó queda fora del complex com a contraanió.

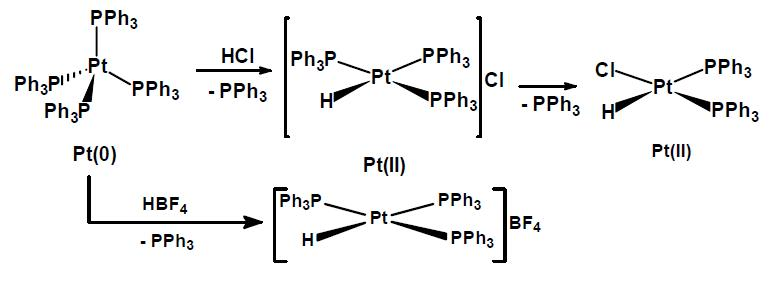
Reacció iònica

Si el complex és pobre en electrons i/o està carregat positivament, és més probable que es produeixi primer l'atac nucleòfil de l'anió i posteriorment l'entrada del H+.